# Синдром активации тучных клеток
Синдром активации тучных клеток (MCAS) является одним из типов расстройства активации тучных клеток (MCAD), и иммунологическим состоянием, при котором тучные клетки ненадлежащим образом и чрезмерно высвобождают химические медиаторы, что приводит к ряду хронических симптомов, иногда включающих в себя анафилактический шок. Основные симптомы включают сердечно-сосудистые, дерматологические, желудочно-кишечные, неврологические и респираторные проблемы.
В отличие от мастоцитоза, другого типа расстройства активации тучных клеток (MCAD), где пациенты страдают от анормально увеличенного количества тучных клеток, пациенты с синдромом активации тучных клеток имеют нормальное количество тучных клеток, которые не функционируют должным образом, и определяются как "гиперактивные". Синдром активации тучных клеток еще плохо понят как состояние и является актуальной темой для исследований.
Синдром активации тучных клеток часто встречается у пациентов с синдром Элерса–Данлоса (СЭД) и синдромом постуральной ортостатической тахикардии (POTS). Он также часто обнаруживается в группе больных общим вариабельным иммунодефицитом (CVID) и болезнью Лайма.

## Симптомы
Синдром активации тучных клеток является состоянием, которое затрагивает несколько систем, как правило, через воспалительный процесс. Симптомы обычно изменчивы, различны по тяжести и продолжительности. Многие признаки и симптомы такие же, что и для мастоцитоза, потому что оба состояния приводят к повышенному количеству высвобожденных тучными клетками медиаторов. Синдром также имеет множество схожих характеристик с рецидивирующей идиопатической анафилаксией, хотя есть отличительные признаки, в частности крапивница и отек Квинке.
Общие симптомы включают в себя:
- Дерматологические
  - покраснение
  - крапивница
  - красноватый или бледный цвет лица
  - зуд
  - чувство жжения
  - дермографизм

- Сердечно-сосудистые
  - головокружение, предобморочное состояние, обморок, аритмия, тахикардия

- Желудочно-кишечный тракт
  - диарея и/или запор, колики, кишечный дискомфорт
  - тошнота, рвота
  - трудности при глотании

- Психологические и неврологические
  - туман в голове, кратковременное нарушение памяти, трудности с вспоминанием слов
  - головные боли, мигрени
  - коморбидных психические и поведенческие симптомы в результате проникновения медиаторов тучных клеток в мозг (симптомы могут включать: тревогу, депрессию, колебания настроения и т. д.)

- Органы дыхания
  - кашель, хрипы
  - неаллергический ринит с эозинофильным синдромом [9]
  - Обструктивное апноэ сна

- Зрение/Глаза
  - зрительный дискомфорт, конъюнктивит
  - краснота

- Общеорганические
  - общая усталость и недомогание
  - пищевая, медикаментозная и химическая аллергия или непереносимость (особенно запахов)
  - Непереносимость холода и жары

- Опорно-двигательный аппарат
  - остеопороз и остеопения (в том числе и у молодых пациентов)

- Анафилаксия, если слишком большое количество медиаторов высвобождается в системы организма, они могут вызвать анафилаксию, которая в первую очередь включает в себя: затрудненное дыхание, зудящую крапивницу, гиперемию или бледность кожных покровов, ощущение тепла, слабость и учащенный пульс, тошноту, рвоту, диарею, головокружение и обморок.

Симптомы могут быть вызваны или обострятся в результате воздействия триггеров, которые широко варьируются для каждого конкретного пациента.Общие триггеры включают:
- определенные продукты и напитки (особенно алкоголь, продукты с высоким содержанием гистамина, добавки, повышающие уровень гистамина, такие как сульфиты)
- перепады температур
- запахи, в том числе парфюмерия или дым
- тренировки или физические нагрузки
- эмоциональный стресс
- гормональные изменения, особенно в подростковом возрасте, во время беременности и менструального цикла у женщин

## Причины
Причины неизвестны, но состояние, по всей видимости является унаследованным для некоторых пациентов. Симптомы синдрома активации тучных клеток вызваны чрезмерным высвобождением медиаторов тучными клетками. Медиаторы включают лейкотриены и гистамин. Состояние может быть легким до тех пор пока не усугубится стрессовыми жизненными событиями, или симптомы могут развиваться медленно и тенденция только усугубится со временем.

## Диагноз
Синдром активации тучных клеток часто трудно определить из-за разнородности симптомов и "отсутствия грубых проявлений". Состояние может быть трудно диагностировать, тем более что многие из указанных симптомов можно считать "неопределенными". Пациенты часто посещают множество разных специалистов из-за свойственного заболеванию мультисистемному характеру, и не получают диагноза пока врач не возьмет во внимание полную клиническую картину. Низкая врачебная осведомленность (и даже откровенный отказ верить в существование болезни) о синдроме активации тучных клеток в настоящее время является препятствием для постановки правильного диагноза. Активация тучных клеток была включена в МКБ 10 (код D89.40, вместе с кодами  подтипов D89.41-43 и D89.49) в октябре 2016 года.
"Несмотря на различные опубликованные диагностические критерии, используемые для диагностики пациентов, обычно задействуют все три из перечисленных:
1. Симптомы хронической/рецидивирующей активации тучных клеток: 
 Периодические боли в животе, диарея, покраснение лица, зуд, заложенность носа, кашель, стеснение в груди, одышка, головокружение (обычно в комбинации с каким-либо из указанных симптомов)
2. Лабораторные признаки высвобождения медиаторов тучными клетками (повышенные сывороточная триптаза, N-метил гистамин, простагландин D2 или 11-бета - простагландин Ф2 Альфа, лейкотриен Е4 и др.)
3. Улучшение симптомов при использовании препаратов, которые блокируют указанные медиаторы, либо препятствуют увеличению их количества"

Всемирная организация здравоохранения не опубликовала диагностические критерии.

## Лечение
Общие фармакологические методы лечения включают в себя:
- Стабилизаторы тучных клеток,[11] в том числе кромолин-натрий и натуральные стабилизаторы, такие как кверцетин[12][13]
- Н1-антигистамины, такие как цетиризин или кетотифен
- Н2-антигистаминные, таких как ранитидин или фамотидин
- Антилейкотриены, такие как монтелукаст или зилеутон, а также натуральные продукты (например, куркумин или экстракт зверобоя)
- Нестероидные противовоспалительные препараты, в том числе аспирин для уменьшения воспаления у некоторых пациентов может быть полезен аспирин, в то время как в некоторых случаях могут иметь место опасные реакции

Наполнители, связующие вещества и красители многих лекарств часто является виновником в возникновении реакций, это необязательно активное вещество, так что должны быть рассмотрены альтернативные составы и рецептуры.
Изменение образа жизни может также быть необходимо. Важно избегание триггеров. Следует подчеркнуть, что пациенты с синдромом активации тучных клеток могут реагировать на любые новые воздействия, в том числе продукты питания, напитки, лекарства, микробы и дым при вдыхании, глотании или контакте.
Диета с низким содержанием гистамина и другие элиминационные диеты могут быть полезны для выявления продуктов, которые вызывают или ухудшают симптомы. Многие пациенты с синдромом активации тучных клеток уже имеют высокий уровень гистамина, так что потребление пищи с высоким гистамином и либераторы гистамина могут усугубить многие симптомы, такие как расширение кровеносных сосудов, что вызывает головокружение и сердцебиение.

## Прогноз
Лекарств от синдрома активации тучных клеток не существует. У большинства симптомы уменьшаются, но многие из пациентов могут испытывать общее ухудшение состояния с течением времени. Продолжительность жизни для людей с синдромом активации тучных клеток вероятно находится в пределах нормы, но качество жизни может колебаться от умеренного дискомфорта до сильного ухудшения. Состояние некоторых пациентов порой ухудшается до инвалидности и невозможности работать.

## Эпидемиология
Синдром активации тучных клеток относительно новый диагноз, который не диагностировался и никак не назывался до 2007 года, (Африн описывает его как "вероятно довольно распространенный" и "все более преобладающий").

## История
Диагноз предлагался к рассмотрению в литературе в течение десятилетий; однако диагностические критерии были предложены только в 2010 году. Состояние было сформулировано фармакологами Джоном Оутсом и Джеком Робертсом из Университета Вандербильта в 1991 году, и после накопления доказательств, синдром был представлен в работах Sonneck с соавторами и Akin с соавторами, после чего наконец получил название в 2007 году.

## Дальнейшее чтение
- Роль тучных клеток при функциональных расстройствах ЖКТ
- Синдром активации тучных клеток – Май 2015
- Спектр расстройства тучных клеток – 2014
- Синдрома активации тучных клеток: определение и классификация – 2013
- Расширение спектра расстройства активации тучных клеток : моноклональный и идиопатический синдром активауии тучных клеток – 2013